# Luciano Ramella
Luciano Ramella (ur. 10 kwietnia 1914 w Pollone; zm. 6 marca 1990) – włoski piłkarz, grający na pozycji napastnika, trener piłkarski.

## Kariera piłkarska

### Kariera klubowa
Wychowanek Juventusu, w barwach którego w 1934 rozpoczął karierę piłkarską. W 1936 przeszedł do Pro Vercelli. Następnie do 1948 roku grał w drużynie Lazio, z wyjątkiem lat 1944-1946, kiedy bronił barw Como.

### Kariera reprezentacyjna
Występował we włoskiej reprezentacji B.

## Kariera trenerska
W 1950 roku pełnił funkcję głównego trenera w Lazio.

## Sukcesy i odznaczenia

### Sukcesy klubowe
Juventus
- mistrz Włoch: 1934/35